# روبرتو سولوزابال
روبرتو سولوزابال (اسپانیایی: Roberto Solozábal‎؛ زادهٔ ۱۵ سپتامبر ۱۹۶۹) بازیکن سابق فوتبال اهل اسپانیا است.
از باشگاه‌هایی که در آن بازی کرده‌است می‌توان به باشگاه فوتبال اتلتیکو مادرید، باشگاه فوتبال اتلتیکو مادرید بی و باشگاه فوتبال رئال بتیس اشاره کرد.